# Platygyrium decolor
Platygyrium decolor là một loài Rêu trong họ Hypnaceae. Loài này được (Mitt.) Kindb. mô tả khoa học đầu tiên năm 1888.